# Hylobates lar
- Commons
- Wikispecies

O gibão-de-mãos-brancas é uma das sete espécies de gibão. Têm uma vista excelente e pesam em média entre 5 e 8 kg. O seu pêlo é preto ou branco.

## Subespécies
- Hylobates lar lar
- Hylobates lar carpenteri
- Hylobates lar entelloides
- Hylobates lar vestitus
- Hylobates lar yunnanensis (possivelmente extinto)